# Homero Gómez González
Homero Gómez González (1970-Municipio de Michoacán, Ocampo, enero de 2020) fue un ingeniero agrónomo y un activista medioambiental mexicano. Fue el director de una reserva de naturaleza para mariposas monarca en Ocampo, Michoacán.

## Carrera
Homero Gómez González provenía de una familia de la industria maderera y fue leñador antes de convertirse en un activista medioambiental. Dirigía una reserva de naturaleza para mariposas monarca en Ocampo, Michoacán, La Reserva de Mariposas Monarca de Rosario, y era el portavoz para esta reserva. Era conocido como el activista en favor de las mariposas más prominente de México. Impulsó durante años una fórmula considerada exitosa: incluyó a los campesinos en los trabajos de reforestación y preservación del bosque, generando empleos en una región rica en recursos naturales, pero azotada por la pobreza. Frenó la degradación de la reserva de El Rosario y restauró amplias zonas destruidas por la tala clandestina. El podía volar por sus hermosas mariposas, y gracias a su carisma y el uso de las redes sociales atraía a centenares de turistas, a los que informaba sobre la vida de las mariposas monarca e instaba a apoyar los trabajos de preservación. En sus cuentas de redes sociales publicaba vídeos en los que se veía rodeado de las mariposas, que revoloteaban sobre su cabeza o se apoyaban en sus hombros, mientras explicaba cómo se alimentaban y reproducían. Para él, El Rosario era “el santuario más grande y hermoso del mundo”, designado como patrimonio natural por la Unesco, que considera la migración de las monarca como una “experiencia natural excepcional”.

## Desaparición y muerte
González fue visto vivo por última vez el 13 de enero de 2020 atendiendo una reunión en el pueblo de El Soldado en una carrera de caballos. Su familia lo reportó como desaparecido al día siguiente. Recibieron llamadas de teléfono de individuos que dijeron tenerlo secuestrado, pidiendo pagos de rescate, los cuales la activista de derechos humanos Mayte Cardona dijo la familia pagó. Más de dos semanas después de su desaparición, su cuerpo fue encontrado en un pozo de uso agrícola en el estado de Michoacán, presentaba un traumatismo craneoencefálico que se produjo antes de producirse la muerte por ahogamiento. Había denunciado en diferentes ocasiones la tala ilegal de los bosques, hábitat de las mariposas Monarca. Debido a su trabajo en contra de la tala ilegal de árboles, la Fiscalía del estado de Michoacán informó que Homero Gómez pudo ser asesinado por la delincuencia organizada.[cita requerida]

## Legado
En marzo de 2024, la plataforma de contenido Netflix anunció el documental «El Guardián de las Monarcas», acerca de su vida, obra y desaparición. El documental se estrenó el día 9 de mayo del 2024.